# JBPM
jBPM es un motor de flujo de trabajo de código abierto escrito en Java que puede ejecutar los procesos de negocio que se describen en BPMN 2.0 (o su propio lenguaje de definición de procesos jPDL en versiones anteriores). Se distribuye bajo Licencia Apache (o LGPL en versiones anteriores) por la comunidad JBoss .
En esencia, jBPM toma descripciones gráficas de proceso como entrada. Un proceso se compone de las tareas que están conectadas con los flujos de secuencia. Los procesos representan un flujo de ejecución. El diagrama gráfico (diagrama de flujo) de un proceso se utiliza como la base para la comunicación entre los usuarios no técnicos y desarrolladores.
Cada ejecución de una definición de proceso se denomina "instancia del proceso". jBPM administra las instancias de proceso. Algunas actividades son automáticas, como el envío de un correo electrónico o la invocación de un servicio. Algunas actividades actúan como estados de espera, como por ejemplo las tareas humanas o espera de un servicio externo para devolver resultados. jBPM gestiona y conserva el estado de las instancias de proceso en todo momento.
jBPM se basa en la Máquina Virtual de Procesos (PVM), que es el fundamento de la comunidad JBoss, para soportar múltiples lenguajes de proceso de forma nativa. La comunidad JBoss actualmente se centra en el uso de la especificación BPMN 2.0 para la definición de los procesos de negocio.
jBPM también proporciona varias herramientas, tanto para los desarrolladores Eclipse y usuarios finales (basado en la web) para crear, implementar, ejecutar y gestionar los procesos de negocio a lo largo de su ciclo de vida.
A partir de la versión 5.0 , jBPM también incluye reglas poderosas de negocio y la integración de eventos, y el apoyo a los procesos de negocio flexibles, más avanzados.
jBPM versión 5 fue el resultado de una fusión del proyecto jBPM con Drools Flow, un subproyecto del Drools sistema.